# 塚田誠之
塚田 誠之（つかだ しげゆき、1952年 - ）は、日本の文化人類学者。専門は、中国少数民族に関する文化人類学研究。国立民族学博物館名誉教授。

## 経歴
1952年、北海道生まれ。北海道大学文学部史学科東洋史学専攻で学び、1978年に卒業。同大学大学院文学研究科(東洋史学専攻)に進学し、1980年に修士課程を修了。1987年に博士後期課程を単位修得後退学。
1988年、国立民族学博物館第三研究部助手に採用された。1993年、同博物館第二研究部助教授に昇格。1998年、同博物館民族文化研究部助教授に配置換え。2000年、同博物館民族社会研究部教授に昇格した。2001年、学位論文『壮族社会文化史研究：明代以降を中心として』を北海道大学に提出して文学博士号を取得。
2004年より先端人類科学研究部教授、2011年より民族社会研究部教授、2013年より研究戦略センター教授に配置換え。2017年に国立民族学博物館を定年退職し、名誉教授となった。

## 著書
著書
- 『壮族社会史研究：明清時代を中心として』(国立民族学博物館研究叢書 3) 2000
- 『壮族文化史研究：明代以降を中心として』第一書房 2000

共編著
- 『中国における諸民族の文化変容と民族間関係の動態』(国立民族学博物館調査報告 8) 周達生・塚田誠之編 1998
- 『アジアの凧』(みんぱく発見 4) 塚田誠之編、千里文化財団 2001
- 『流動する民族：中国南部の移住とエスニシティ』塚田誠之・瀬川昌久・横山廣子編、平凡社 2001
- 『民族の移動と文化の動態：中国周縁地域の歴史と現在』塚田誠之編、風響社 2003
- 『中国・東南アジア大陸部の国境地域における諸民族文化の動態に関する人類学的調査研究』(平成12～15年科学研究費補助金基盤研究(B)(海外)研究成果報告書) 2004
- 『中国の民族表象：南部諸地域の人類学・歴史学的研究』長谷川清・塚田誠之編、風響社 2005
- 『中国・東南アジア大陸部の国境地域における諸民族文化の動態』(国立民族学博物館調査報告 63) 塚田誠之編 2006 PDF
- 『民族表象のポリティクス：中国南部における人類学・歴史学的研究』風響社 2008
- 『深奥的中国：少数民族の暮らしと工芸』塚田誠之・横山廣子責任編集、国立民族学博物館編、東方出版 2008
- 『中国辺境民族的遷徙流動与文化動態』塚田誠之・何明編、雲南人民出版社 2009
- 『中国国境地域の移動と交流：近現代中国の南と北』(人間文化叢書 ユーラシアと日本：交流と表象) 塚田誠之編 有志舎 2010
- 『中国南北の国境地域における多民族のネットワーク構築と文化の動態』(2007～2009年度科学研究費補助金(基盤研究(B))研究成果報告書) 2010
- 『中国の民族文化資源：南部地域の分析から』武内房司編、風響社 2014
- 『民族文化資源とポリティクス 中国南部地域の分析から』塚田誠之編、風響社 2016
- 『中国における歴史の資源化の現状と課題』(国立民族学博物館調査報告 142) 塚田誠之・河合洋尚編 2017 PDF